# William Garity
William E. „Bill“ Garity (* 2. April 1899 in Brooklyn, New York City, New York; † 16. September 1971 in Los Angeles, Kalifornien) war ein US-amerikanischer Erfinder und Techniker, der um 1921 herum das Pratt Institute besuchte, bevor er seine Arbeit für Lee De Forest aufnahm. Er arbeitete mit DeForest bis 1927 an der Weiterentwicklung des Phonofilms.
Garity ist am ehesten durch seinen Arbeitsplatz bei den Walt Disney Studios bekannt, wo er zusammen mit Ub Iwerks 1937 die Multiplan-Kamera entwickelte.
1940 entdeckte Garity den Fantasound, ein frühes Stereofonie-Raumklang-System für den Disney-Film Fantasia (1940). Für diese Leistung wurde ihm zusammen mit Walt Disney und J.N.A. Hawkins im Jahr 1942 ein Ehrenoscar zuerkannt. Nach seinem Ausscheiden bei Disney wurde Garity Vizepräsident und Produktions-Manager der Walter Lantz Productions. Er wurde 1999 in das Disney Legends Programm aufgenommen.